# Доберваль, Жан
Жан Доберва́ль (фр. Jean Dauberval, настоящее имя Жан Берше д’Оберваль (фр. Jean Bercher d'Auberval), 19 августа 1742, Монпелье — 14 февраля 1806, Тур) — французский танцовщик и балетмейстер, артист Королевской академии музыки (1761—1782), ученик Ж.-Ж. Новерра и последователь его реформ, создатель комедийного балета.

## Биография
Доберваль был побочным сыном Этьена-Доминика Берше д’Оберваля (фр. Etienne-Dominique Bercher d’Auberval, 09 января 1725 — 05 августа 1800), актёра театра Комеди Франсез и драматурга, поэтому ребёнка с детства готовили к сцене. Он дебютировал в Турине в 1759 году на сцене театра «Реджио». Два года спустя, в 1761 году, впервые участвовал в спектакле Королевской академии музыки, выйдя в дивертисменте оперы Рамо «Заис». Год спустя, в 1762-м, Доберваль танцует в Штутгарте, где его замечает Новерр: балетмейстер даёт молодому танцовщику сольные партии в своих балетах. В 1763 году он опять в Париже, затем танцует в Лондоне на сцене Королевского театра, в начале 1764 года возвращается к Новерру в Штутгарт, но в конце года вновь появляется в Париже:

Господин Доберваль отсутствовал со времени пожара в Опере и теперь вернулся из своих странствий. Он появился, танцевал и вызвал общие аплодисменты. Путешествия ему не повредили. Он как будто приобрёл ещё больше блеска и лёгкости.— «Секретные мемуары» Луи де Башомона
В 1763 году Доберваль получил звание первого танцовщика, в 1771 — балетмейстера (Доберваль начал пробовать свои силы как хореограф в неполных 17 лет, на самой заре своей балетной карьеры).
11 июня 1778 участвовал в постановке Новерра «Безделушки» — единственном балете, написанном Моцартом.
Танцевал в Париже с первыми танцовщиками Королевской Академии музыки Теодор, Мари-Мадлен Гимар, Мари Аллар, Гаэтано и Огюстом Вестрис.
В 1781—1783 вместе с Максимилианом Гарделем возглавлял балетную труппу Королевской Академии музыки, сменив на этом посту Ж.-Ж.Новерра, оставившего должность в связи с интригами и неприятием его программ.
В 1783 году увольняется с поста директора балетной труппы (его служба танцовщика закончилась годом ранее, в 1782-м) и уезжает в Испанию. Вместе с ним Париж покинула Мари-Мадлен Крепе, выступавшая на сцене под псевдонимом Мадемуазель Теодор — в том же году они официально поженились.
В 1785 году Доберваль с женой перебрались в Бордо, где начали работать в Большом театре. Именно там полностью раскрылся его талант как балетмейстера и создателя жанра комедийного балета. В 1789 году он ставит свой самый известный балет — «Тщетная предосторожность» (оригинальное название — «Балет о соломе, или От худа до добра всего лишь один шаг». Премьера состоялась 1 июля 1789 года, за две недели до взятия Бастилии. Главные партии в балете исполняли сам Доберваль (по другой версии — Э. Юс) и его жена.
Следующей постановкой Доберваля стал спектакль «Национальный балет» — далёкий от политических веяний и революционных идей балетмейстер привычно декларировал верность королю и королеве, не разобравшись, что настало время новых политических порядков; в результате балетный спектакль был расценён как измена революционному движению. Опасаясь расправы якобинцев, Добервалю с супругой пришлось бежать в Англию. В Лондоне он вновь повторил «Балет о соломе» (партию Лизы исполняла его жена, в роли Колена выступил Шарль Дидло).
Вскоре Мари-Мадлен умерла. Точно неизвестно, случилось ли это в Англии или во Франции, в Оденже, дата её смерти варьируется от 1796 до 1798. Это горе тяжело подействовало на балетмейстера, он больше не смог работать. К тому же, новая эпоха требовала совсем иной эстетики. Доберваль поселился в Туре, небольшом провинциальном городке, где и скончался 14 февраля 1806 года.

## Значение
Творчество Доберваля характеризуется прежде всего, тем, что он находился под влиянием балетных реформ своего учителя Новерра, считающегося создателем классического балета как театрального искусства. Доберваль таким образом продолжал развитие и становление сюжетного балета, где языком пантомимы и пластикой танца изображалась жизнь обычных людей с человеческими ситуациями и страстями, зачастую обыгрывая с юмором различные сентиментальные и бытовые положения. Он продолжил теоретические изыскания своего учителя, повторяя его стилистику — убрав маски, используя облегчённые бытовые костюмы, создавая естественные образы.
Однако, основываясь на реформаторских идеях своего учителя, Доберваль вносил в балет и собственные преобразования. Его личным достижением стало реформирование комедийного балета, являвшиеся в целом развитием идей Новерра. Именно Доберваль создал комедийный балет как форму нового хореографического жанра, разработав определённый круг образов и специфические художественные приёмы для комедийного балета, где персонажи несут в себе реальные черты, действуют исходя из реальных обстоятельств, рассчитывая на собственные силы и находчивость и не призывая на помощь ни богов, ни героев. Доберваль впервые вывел на балетную сцену персонажей — представителей третьего сословия. Хореограф не избегал окружающую его действительность, он не боялся использовать злободневные темы: так, в постановке балета «Дезертир» он поднял социальную проблему о продаже в солдаты крестьян-бедняков. Его спектакли утверждали на балетной сцене не только новых героев — он проводил в жизнь и новую театральную эстетику.
От идеальных, возвышенных персонажей и героев XVIII века он перешёл к живым человеческим образам с присущими им недостатками. В его постановках фигурировали народный танец, пантомима и естественные человеческие жесты. Построение спектаклей Доберваля основывалось не только на легендарном и фантастическом, но и на реалистическом сюжете, в котором комедийные ситуации следовали логически друг за другом.
Учениками и последователями Доберваля были Карло Блазис, Сальваторе Вигано, Шарль Дидло, Жан-Пьер Омер и Мария Медина.

## Среди постановок
- 27 августа 1778, Париж — Алцимадур / Alcimadure (на музыку Мондовиля (Mondonville)
- 1780, Париж — «Свадьба Гамаша» (совместно с Новерром)
- 1785 — «Счастливая встреча, или Королева Голконды» (L' Heureuse rencontre ou la Reine de Golconde)
- 1785, Лондон — «Дезертир» на музыку одноимённой комической оперы П.-А.Монсиньи (Лондон, 1784 г.)
- 1786, Бордо — «Ветреный паж» / Le Page inconstant (на сборную музыку)
- 1787 — «Деревенское испытание» (L’Epreuve villageoise)
- 1788, Бордо — «Психея» (Psyché et l’Amour)
- 1788, Бордо — «Доротея»
- 1 июля 1789 — «Балет о соломе, или От худа до добра всего лишь один шаг», на сборную музыку[7]
- 1789 — «Победа Момуса» / Momus vaincu
- март 1791, Лондон — «Телемак на острове Калипсо» / Télémaque dans l’île de Calypso
- май 1791, Лондон — «Осада Цитеры»